# Chiesa di San Pietro Apostolo (Parma, Roncopascolo)
La chiesa di San Pietro Apostolo è un luogo di culto cattolico dalle forme neoclassiche, situato in strada Chiesa di Roncopascolo 27 a Roncopascolo, frazione di Parma, in provincia e diocesi di Parma; è sede di una parrocchia compresa nella zona pastorale della città.

## Storia
Il luogo di culto originario fu costruito in epoca medievale a Bianconese a Mane in prossimità dell'argine del fiume Taro; la più antica testimonianza dell'esistenza dell'ecclesia de Runco risale al 2 dicembre 1184, quando la cappella fu citata in un atto notarile.
Nel 1230 la Capelle Sancti Petri de Ronculo fu citata nel Capitulum seu Rotulus Decimarum della diocesi di Parma tra le dipendenze della pieve di San Pancrazio.
Nel secolo successivo un'alluvione del Taro distrusse l'edificio, che fu ricostruito nel borgo di Roncopascolo; la nuova Ecclesia Sancti Petri Iuvenis de Ronculis fu menzionata per la prima volta nella Ratio Decimarum diocesana del 1299.
Nel 1564 la chiesa fu elevata a sede parrocchiale autonoma.
Tra il 1820 e il 1830 circa il luogo di culto fu profondamente ristrutturato in stile neoclassico, probabilmente per volere della duchessa di Parma Maria Luigia.
Nel 1882 gli interni furono restaurati e modificati col rifacimento delle pavimentazioni; al termine dei lavori, il 9 ottobre 1887 il tempio fu solennemente consacrato dal vescovo di Parma Giovanni Andrea Miotti; nello stesso anno furono avviati i lavori di sopraelevazione della torre campanaria, che furono completati nel 1890.
Intorno al 1960 fu edificata la cappella per gli uomini sulla sinistra del presbiterio.
Tra il 1990 e il 1991 la chiesa fu sottoposta a lavori di consolidamento strutturale.
Nel 2017 il tempio fu restaurato nel tetto e nelle facciate.

## Descrizione

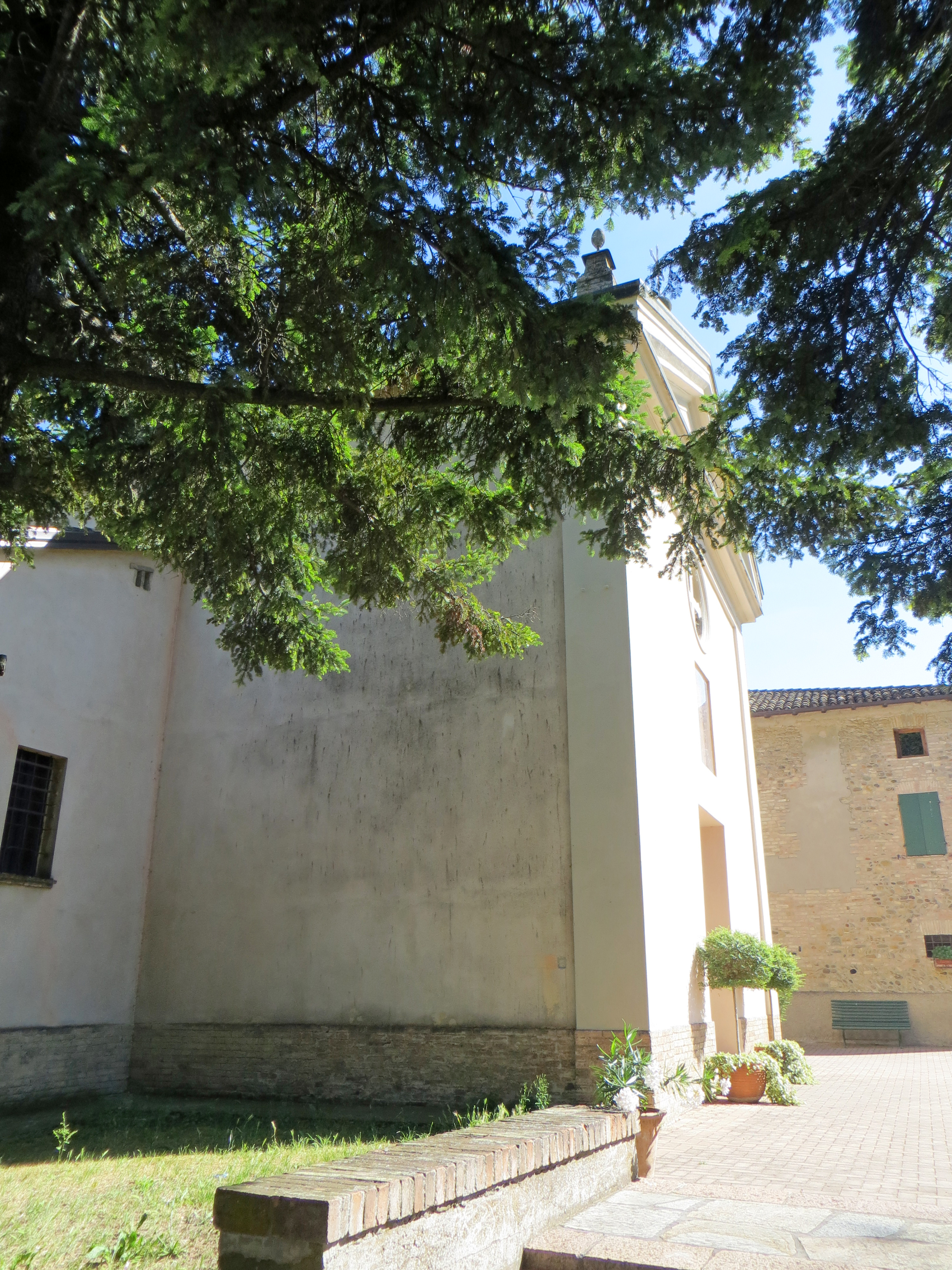
Lato nord

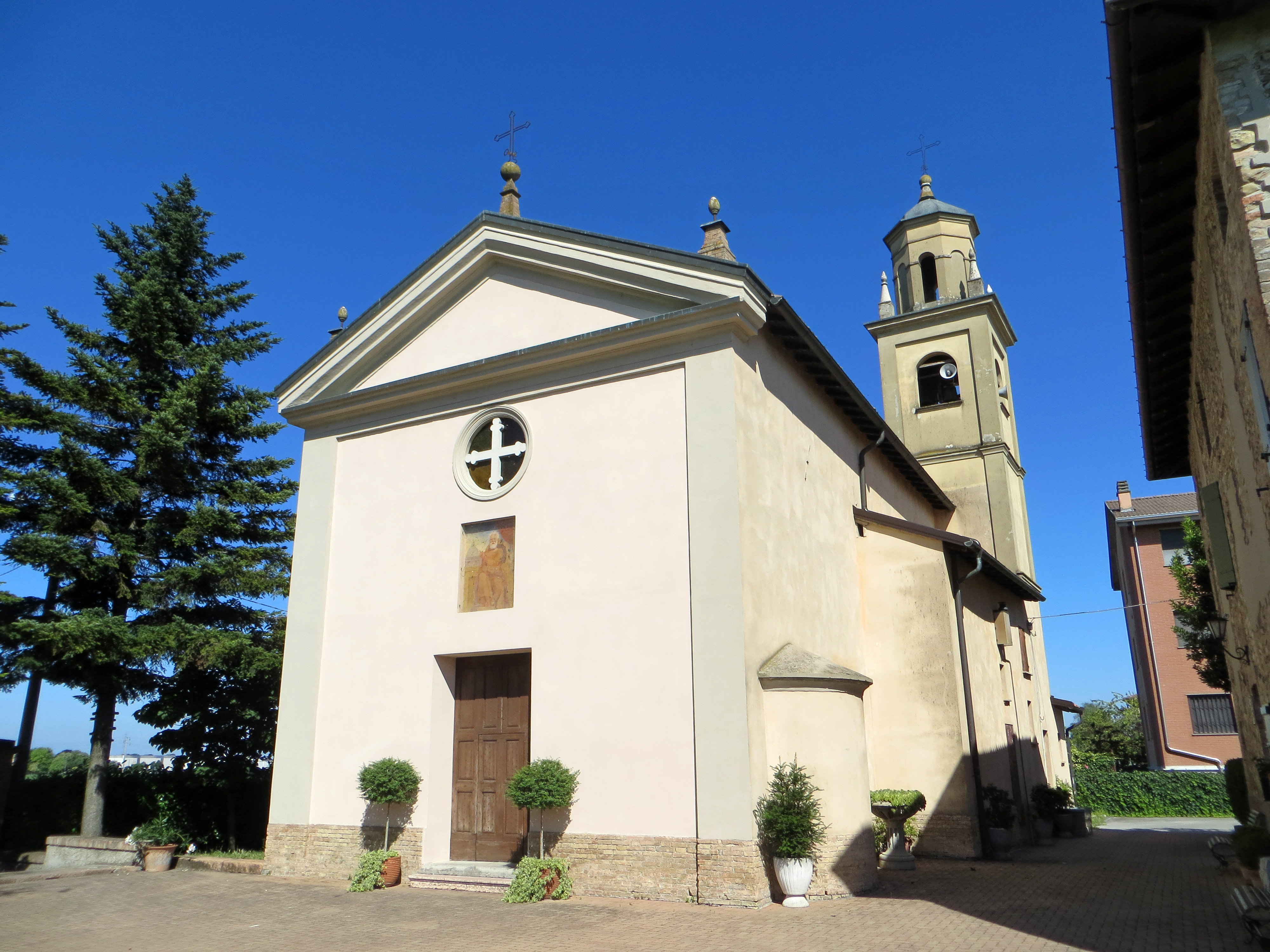
Facciata e lato sud

La chiesa si sviluppa su un impianto a navata unica affiancata da due cappelle per lato, con ingresso a ovest e presbiterio a est.
La simmetrica facciata a capanna, quasi interamente intonacata, è affiancata da due lesene alle estremità, che si elevano su un basamento in laterizio; al centro è collocato l'ampio portale d'ingresso, sormontato da una specchiatura quadrata contenente un affresco raffigurante San Pietro Apostolo; più in alto si apre un piccolo rosone, delimitato da una cornice modanata; a coronamento si staglia un frontone triangolare con cornice in aggetto; in sommità si ergono al centro e alle estremità rispettivamente una croce e due piccole guglie.
Dai fianchi aggettano i volumi delle cappelle; al termine del lato destro si eleva su tre ordini scanditi da fasce marcapiano il campanile, con spigoli decorati con lesene; la cella campanaria si affaccia sulle quattro fronti attraverso ampie monofore ad arco a tutto sesto; in sommità si eleva oltre il cornicione in aggetto una lanterna a pianta ottagonale, illuminata da quattro alte finestre ad arco e coronata da una piccola guglia in rame con profilo mistilineo, culminante in una croce metallica; sui quattro spigoli si trovano altrettanti pinnacoli in marmo.
All'interno la navata, coperta da una volta a botte ribassata, è affiancata da una serie di paraste doriche riccamente dipinte, a sostegno del cornicione perimetrale modanato; le due prime cappelle laterali, chiuse superiormente da volte a padiglione, si affacciano sull'aula attraverso ampie arcate a tutto sesto.
Il presbiterio, lievemente sopraelevato, è preceduto dall'arco trionfale a sesto ribassato, retto da paraste doriche; l'ambiente, coperto da una volta a botte ribassata, accoglie l'altare maggiore a mensa e l'ambone in marmo, aggiunti tra il 1965 e il 1970; ai lati si affacciano, attraverso due arcate a tutto sesto scandite da pilastri, due cappelle, chiuse superiormente da volte a padiglione; sul fondo, tra due bifore strombate si staglia, all'interno di una cornice intagliata, la pala settecentesca riproducente il Crocifisso e san Pietro.
La chiesa conserva alcune opere di pregio, tra cui un olio settecentesco raffigurante Cristo morto e l'Addolorata, una tela rappresentante la Madonna col Bambino e i santi Antonio da Padova e Vincenzo Ferreri, eseguita da Clemente Ruta intorno al 1720, e un confessionale settecentesco.